# Ken Shamrock
Kenneth Wayne Kilpatrick (* 11. Februar 1964 in Warner Robins, Georgia), beruflich besser bekannt als Ken Shamrock, ist ein US-amerikanischer Wrestler und MMA-Kämpfer. Er trat als Wrestler hauptsächlich für den Marktführer World Wrestling Federation und dessen späteren Konkurrenten TNA Wrestling auf. Shamrock ist der erste UFC Superfight Champion und ehemaliger NWA World Heavyweight Champion. Im Jahr 2003 wurde er in die Hall of Fame der UFC aufgenommen.

## Leben
Kenneth Kilpatrick kam mit 14 Jahren in ein Heim in Susanville, Kalifornien. Mit 18 Jahren wurde er von Bob Shamrock, dem Leiter des Heims, adoptiert und nahm dessen Namen an. Als Kind wollte er nach eigenen Aussagen Footballspieler werden. 1988 ging er zum Wrestling über.

## MMA-Karriere
Nachdem sich Shamrock in Japan einen Namen bei diversen Shootfight-Organisationen gemacht hatte, wurde er 1993 eingeladen, an der ersten Ultimate Fighting Championship teilzunehmen. Dies war im Gegensatz zum Show-Wrestling ein realer Wettbewerb, in dem Kämpfer aus verschiedenen Disziplinen gegeneinander antraten. Nachdem er im Viertelfinale den Tae-Kwon-Do-Kämpfer Patrick Smith besiegen konnte, musste er in der zweiten Runde gegen den späteren Turniersieger Royce Gracie aufgeben, nachdem dieser ihn in einen Würgegriff genommen hatte. Bei der dritten Auflage dieses Turniers trat Shamrock erneut an und gewann auch seine ersten beiden Kämpfe um sich für das Finale zu qualifizieren, an welchem er aufgrund einer Verletzung jedoch nicht mehr teilnehmen konnte.
Im Anschluss pendelte Shamrock immer wieder zwischen der japanischen Pancrase und dem amerikanischen UFC hin und her, wobei er sich in Kämpfen gegen Bas Rutten, Maurice Smith, Masakatsu Funaki, Oleg Taktarov und Dan Severn, gegen den er im Juli 1995 bei UFC 6 den ersten UFC-Superfight-Titel gewinnen konnte, einen Namen machte.
2000 kehrte Ken Shamrock zurück zum Mixed Martial Arts und bestritt ein paar Kämpfe bei der japanischen PRIDE Fighting Championship, bevor wieder bei der UFC unterschrieb, um seinen jahrelangen Disput mit dem Halbschwergewichts-Champion Tito Ortiz auszutragen. Ortiz hatte nach einem Sieg gegen Guy Mezger, einen Trainingspartner und Schüler von Shamrock, in der Ringecke von Mezger beide Mittelfinger gezeigt, worauf sich Shamrock und Ortiz ein Wortgefecht lieferten. Den Kampf konnte Ortiz für sich entscheiden, da Shamrocks Ecke nach drei Runden das Handtuch warf. Shamrock und Ortiz standen sich noch zwei weitere Male im Ring gegenüber, wobei jeweils Ortiz den Kampf in der ersten Runde beenden konnte.
Shamrock wurde für die dritte Staffel von The Ultimate Fighter als Coach verpflichtet und stand auch dort Tito Ortiz als Kontrahent gegenüber.
Anfang 2008 unterschrieb Shamrock gemeinsam mit seinem Sohn Ryan Shamrock einen Vertrag bei der britischen Mixed-Martial-Arts-Organisation Cage Rage, wo er am 8. März 2008 auf Robert Berry traf. Nach einem Kampf gegen Ross Clifton im Februar 2009 wurde Ken Shamrock positiv auf Steroide getestet, woraufhin er für ein Jahr gesperrt wurde.

## Wrestling-Karriere

### Anfänge
Ken Shamrock wurde von Bob Sawyer, Buzz Sawyer und Nelson Royal zum Wrestler ausgebildet. Er debütierte 1990 bei South Atlantic Pro Wrestling unter dem Ringnamen Wayne Shamrock. Später änderte man seinen Ringnamen in Vince Torelli. Unter diesem Namen trat er vor allem als Heel an. Noch 1990 reiste Shamrock nach Japan, wo er für die Universal Wrestling Federation auftrat. Er blieb zunächst bis Mitte der 1990er-Jahre beim Wrestling, danach begann er eine Karriere in verschiedenen Kampfkunstarten.

### World Wrestling Federation (1997–1999)
Shamrock kehrte 1997 zum Wrestling zurück; er schloss am 24. Februar 1997 einen Dreijahresvertrag über drei Millionen US-Dollar mit der WWF ab. Von nun an nannte er sich Ken Shamrock und bekam den Spitznamen „The World's Most Dangerous Man“ („Gefährlichster Mann der Welt“). Am 23. März 1997 leitete er als Ringrichter einen Kampf zwischen Bret Hart und Stone Cold Steve Austin bei Wrestlemania 13.
Shamrocks Debütmatch bei der WWE wurde von einer Kontroverse begleitet. Hier trat er gegen Vader an und bearbeitete ihn minutenlang mit sehr harten Tritten und Schlägen. Shamrock vergaß dabei den Unterschied zwischen MMA und Wrestling und wurde danach von Vader, einem ehemaligen Boxer, mit einem Schlag ausgeknockt.
Im Anschluss an Wrestlemania 13 kehrte Shamrock selbst aktiv in den Ring zurück. Er hatte im Laufe des Jahres ein Fehdenprogramm mit Bret Hart und dessen Hart Foundation. Diese wurde beendet, als Shamrock beim Summerslam '97 gegen den British Bulldog verlor. Er bekam aber im Dezember des Jahres ein WWF-Championship-Match gegen Shawn Michaels, dass er zwar durch Disqualifikation gewinnen durfte, aber nach den Regeln somit nicht den Titel erhielt.
Anfang 1998 fehdete Shamrock mit dem WWF-Intercontinental-Champion Rocky Maivia. Im Juni durfte Shamrock das King-of-the-Ring-Turnier für sich entscheiden. Ebenfalls 1998 durfte er sowohl den WWF-Intercontinental-Titel, als auch den WWF-World-Tag-Team-Titel zusammen mit dem Big Boss Man halten. In der folgenden Zeit hatte er eine Fehde mit Owen Hart, während jener Hart Shamrock in einem „Hart Family Dungeon“ und Shamrock Hart in einem „Lion’s-Den“-Match besiegen konnte. Am 14. Februar musste er den Intercontinental Titel wieder an Val Venis abgeben und bestritt im Anschluss ein Programm gegen die Gruppierung Ministry of Darkness. Nach weiteren Fehdenprogrammen mit Steve Blackman und Chris Jericho, verließ er die Organisation Ende 1999.

### Total Nonstop Action Wrestling/Impact Wrestling (2002, 2004, 2019)
Nach einem Abstecher zum Mixed Martial Arts kam er im März 2002 zurück zum Wrestling und fungierte als Gastringrichter bei Ring of Honor. Bereits im Mai des Jahres kehrte er auch als Aktiver bei TNAW in den Ring zurück und erhielt dort den NWA-World-Heavyweight-Titel. Er durfte ihn bis zum 7. August halten und verließ die Organisation wieder. Im Juni 2004 trat er abermals sehr kurze Zeit für TNAW an.

## Titel und Auszeichnungen

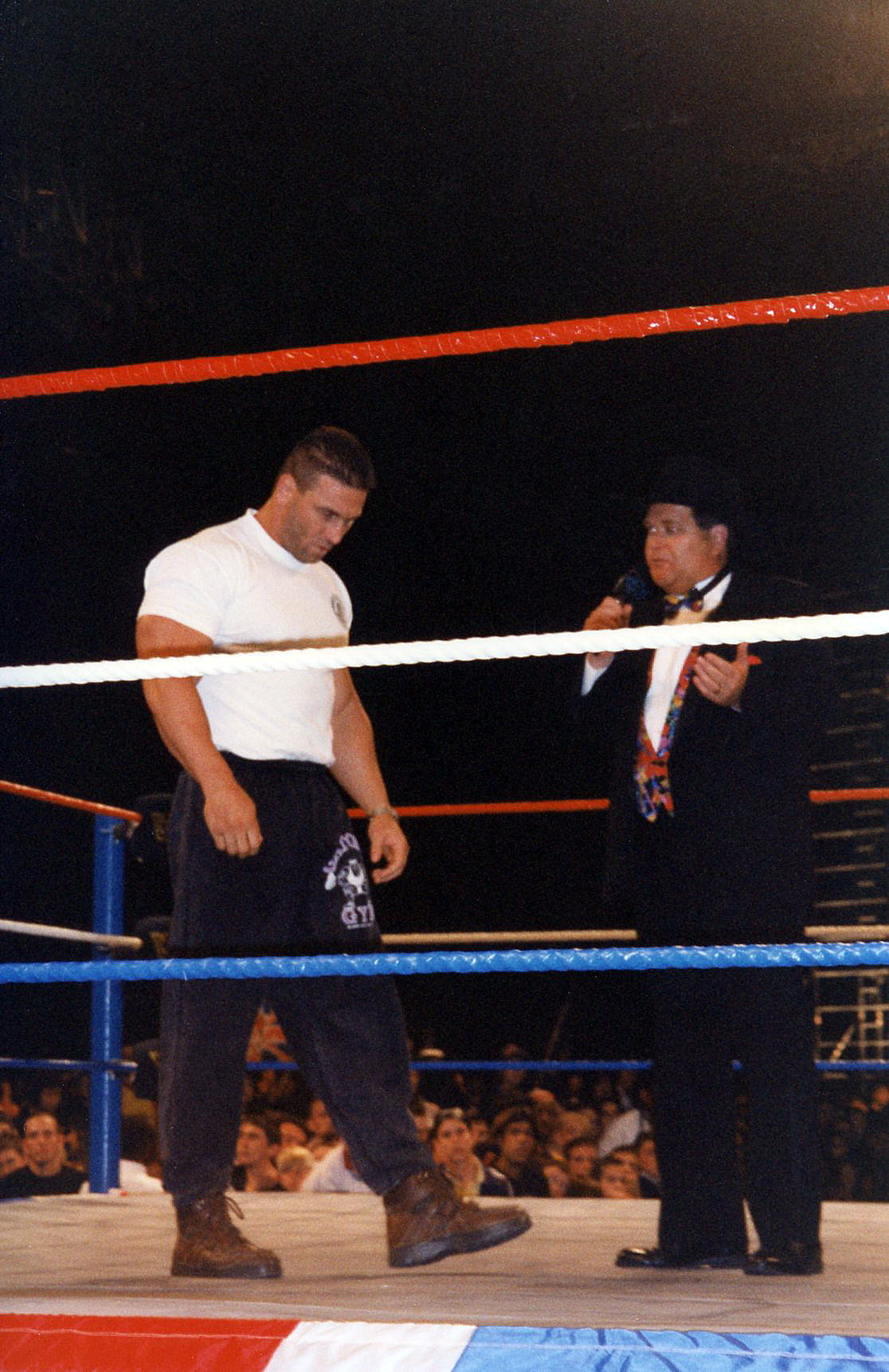
Shamrock beim Interview mit WWF Kommentator Jim Ross im Jahr 1997.

### Als MMA-Kämpfer
- Ultimate Fighting Championship
  - Hall of Fame (Pioneer Wing, Class of 2003)
  - UFC Superfight Championship (1×, inaugural)
  - UFC Viewer's Choice Award
  - Längster Kampf in der Geschichte von UFC (36 Minuten mit Royce Gracie bei UFC 5)

- Pancrase Hybrid Wrestling
  - King of Pancrase (1994)

- Pride Fighting Championships
  - Pride Grand Prix (2000 Superfight)

- World Mixed Martial Arts Association
  - WMMAA Heavyweight Championship (1×)

### Als Wrestler
- World Wrestling Federation
  - WWF Intercontinental Championship (1×)
  - WWF World Tag Team Championship (1× mit Ray Traylor)
  - King of the Ring (1998)

- Total Nonstop Action Wrestling
  - NWA World Heavyweight Championship (1×)

- South Atlantic Pro Wrestling
  - SAPW Heavyweight Championship (1×)

- Battle Championship Wrestling
  - BCW Tag Team Championship (1× mit Carlo Cannon)

## MMA-Statistik
| Datum      | Ergebnis      | Rekord  | Gegner                 | Event                                                      | Methode                            | Runde, Zeit    | Ort                            | Bemerkungen                                                             |
| 11/25/2010 | Niederlage    | 28-15-2 | Mike Bourke            | KOTC - Platinum                                            | TKO                                | Round 2, 2:00  | Durban, Südafrika              |                                                                         |
| 10/16/2010 | Sieg          | 28-14-2 | Johnathan Ivey         | USA MMA - Return of the Champions                          | Decision (Unanimous)               | Round 3        | Lafayette, United States       |                                                                         |
| 7/18/2010  | Niederlage    | 27-14-2 | Pedro Rizzo            | Impact FC 2 - The Uprising: Sydney                         | TKO                                | Round 1, 3:33  | Sydney, Australien             |                                                                         |
| 02/13/2009 | Sieg          | 27-13-2 | Ross Clifton           | WarGods/Ken Shamrock Productions: Valentine's Eve Massacre | Submission (Armbar)                | Round 1, 1:00  | Fresno, California, USA        |                                                                         |
| 03/08/2008 | Niederlage    | 26-13-2 | Robert Berry           | Cage Rage 25: Bring It On                                  | KO (Punches)                       | Round 1, 3:26  | London, England, UK            |                                                                         |
| 10/10/2006 | Niederlage    | 26-12-2 | Tito Ortiz             | Ortiz vs. Shamrock 3: The Final Chapter                    | TKO (Strikes)                      | Round 1, 2:23  | Hollywood, Florida, USA        |                                                                         |
| 07/08/2006 | Niederlage    | 26-11-2 | Tito Ortiz             | UFC 61: Bitter Rivals                                      | TKO (Strikes)                      | Round 1, 1:18  | Las Vegas, Nevada, USA         |                                                                         |
| 10/23/2005 | Niederlage    | 26-10-2 | Kazushi Sakuraba       | Pride 30                                                   | TKO (Punch)                        | Round 1, 2:27  | Saitama, Japan                 |                                                                         |
| 4/9/2005   | Niederlage    | 26-9-2  | Rich Franklin          | The Ultimate Fighter Finale                                | TKO (Strikes)                      | Round 1, 2:42  | Las Vegas, Nevada, USA         |                                                                         |
| 6/19/2004  | Sieg          | 26-8-2  | Kimo Leopoldo          | UFC 48: Payback                                            | TKO (Knees)                        | Round 1, 1:26  | Las Vegas, Nevada, USA         |                                                                         |
| 11/22/2002 | Niederlage    | 25-8-2  | Tito Ortiz             | UFC 40: Vendetta                                           | TKO (Corner Stoppage)              | Round 3, 5:00  | Las Vegas, Nevada, USA         | For UFC Light Heavyweight title                                         |
| 2/24/2002  | Niederlage    | 25-7-2  | Don Frye               | Pride 19                                                   | Decision (Split)                   | Round 3, 5:00  | Saitama, Japan                 |                                                                         |
| 8/10/2001  | Sieg          | 25-6-2  | Sam Adkins             | WMMAA 1 - Megafights                                       | Submission (Kimura)                | Round 1, 1:26  | Atlantic City, New Jersey, USA |                                                                         |
| 8/27/2000  | Niederlage    | 24-6-2  | Kazuyuki Fujita        | Pride 10                                                   | TKO (Corner Stoppage - Exhaustion) | Round 1, 6:46  | Saitama, Japan                 |                                                                         |
| 5/1/2000   | Sieg          | 24-5-2  | Alexander Otsuka       | Pride Grand Prix 2000 Finals                               | TKO (Strikes)                      | Round 1, 9:43  | Tokyo, Japan                   |                                                                         |
| 12/7/1996  | Sieg          | 23-5-2  | Brian Johnson          | UFC The Ultimate Ultimate 2                                | Submission (Forearm Choke)         | Round 1, 5:48  | Birmingham, Alabama, USA       |                                                                         |
| 5/17/1996  | Niederlage    | 22-5-2  | Dan Severn             | UFC 9: Motor City Madness                                  | Decision (Split)                   | Round 1, 30:00 | Detroit, Michigan, USA         | Lost UFC Superfight title                                               |
| 2/16/1996  | Sieg          | 22-4-2  | Kimo Leopoldo          | UFC 8: David vs. Goliath                                   | Submission (Kneebar)               | Round 1, 4:24  | San Juan, Puerto Rico          | Defends UFC Superfight title                                            |
| 1/28/1996  | Sieg          | 21-4-2  | Yoshiki Takahashi      | Pancrase-Truth 1                                           | Decision (Lost Points)             | Round 1, 20:00 | Yokohama, Kanagawa, Japan      |                                                                         |
| 12/14/1995 | Sieg          | 20-4-2  | Katsuomi Inagaki       | Pancrase-Eyes Of Beast 7                                   | Submission (Arm Triangle Choke)    | Round 1, 3:19  | Sapporo, Hokkaido, Japan       |                                                                         |
| 9/8/1995   | Unentschieden | 19-4-2  | Oleg Taktarov          | UFC 7: The Brawl in Buffalo                                | Unentschieden                      | Round 1, 33:00 | Buffalo, New York, USA         | Match was a draw due to a lack of judges. Defends UFC Superfight title. |
| 7/22/1995  | Sieg          | 19-4-1  | Larry Papadopoulos     | Pancrase-1995 Neo-Blood Tournament, Round 1                | Submission (Achilles Lock)         | Round 1, 2:18  | Tokyo, Japan                   |                                                                         |
| 7/14/1995  | Sieg          | 18-4-1  | Dan Severn             | UFC 6: Clash of the Titans                                 | Submission (Guillotine choke)      | Round 1, 2:14  | Casper, Wyoming, USA           | Won UFC Superfight title                                                |
| 5/13/1995  | Niederlage    | 17-4-1  | Minoru Suzuki          | Pancrase-Eyes Of Beast 4                                   | Submission (Kneebar)               | Round 1, 2:14  | Urayasu, Chiba, Japan          |                                                                         |
| 4/7/1995   | Unentschieden | 17-3-1  | Royce Gracie           | UFC 5: The Return of the Beast                             | Unentschieden                      | Round 1, 36:00 | Charlotte, North Carolina, USA | Match was a draw due to a lack of judges.                               |
| 3/10/1995  | Sieg          | 17-3    | Bas Rutten             | Pancrase-Eyes Of Beast 2                                   | Submission (Kneebar)               | Round 1, 1:01  | Yokohama, Kanagawa, Japan      |                                                                         |
| 1/26/1995  | Sieg          | 16-3    | Leon Dijk              | Pancrase-Eyes Of Beast 1                                   | Submission (Heel Hook)             | Round 1, 4:45  | Nagoya, Aichi, Japan           |                                                                         |
| 12/17/1994 | Sieg          | 15-3    | Manabu Yamada          | Pancrase-King Of Pancrase Tournament, Round 2              | Decision (Unanimous)               | Round 1, 30:00 | Tokyo, Japan                   |                                                                         |
| 12/17/1994 | Sieg          | 14-3    | Masakatsu Funaki       | Pancrase-King Of Pancrase Tournament, Round 2              | Submission (Arm Triangle Choke)    | Round 1, 5:50  | Tokyo, Japan                   |                                                                         |
| 12/16/1994 | Sieg          | 13-3    | Maurice Smith          | Pancrase-King of Pancrase Tournament, Round 1              | Submission (Arm Triangle Choke)    | Round 1, 4:23  | Tokyo, Japan                   |                                                                         |
| 12/16/1994 | Sieg          | 12-3    | Alex Cook              | Pancrase-King of Pancrase Tournament, Round 1              | Submission (Heel Hook)             | Round 1, 1:31  | Tokyo, Japan                   |                                                                         |
| 10/15/1994 | Sieg          | 11-3    | Takaku Fuke            | Pancrase-Road To The Championship 5                        | Submission (Rear naked choke)      | Round 1, 3:13  | Tokyo, Japan                   |                                                                         |
| 9/9/1994   | Sieg          | 10-3    | Felix Mitchell         | UFC 3: The American Dream                                  | Submission (Rear naked choke)      | Round 1, 4:34  | Charlotte, North Carolina, USA |                                                                         |
| 9/9/1994   | Sieg          | 9-3     | Christophe Leninger    | UFC 3: The American Dream                                  | Submission (Strikes)               | Round 1, 4:49  | Charlotte, North Carolina, USA |                                                                         |
| 9/1/1994   | Niederlage    | 8-3     | Masakatsu Funaki       | Pancrase-Road To The Championship 4                        | Submission (Neck Crank)            | Round 1, 2:30  | Osaka, Japan                   |                                                                         |
| 7/26/1994  | Sieg          | 8-2     | Bas Rutten             | Pancrase-Road To The Championship 3                        | Submission (Rear Naked Choke)      | Round 1, 16:42 | Tokyo, Japan                   |                                                                         |
| 7/6/1994   | Sieg          | 7-2     | Matt Hume              | Pancrase-Road To The Championship 2                        | Submission (Armlock)               | Round 1, 5:50  | Amagasaki, Hyogo, Japan        |                                                                         |
| 4/21/1994  | Sieg          | 6-2     | Ryushi Yanagisawa      | Pancrase-Pancrash! 3                                       | Submission (Heel Hook)             | Round 1, 7:30  | Osaka, Japan                   |                                                                         |
| 1/19/1994  | Niederlage    | 5-2     | Minoru Suzuki          | Pancrase-Pancrash! 1                                       | Submission (Heelhook/Kneebar)      | Round 1, 7:37  | Yokohama, Kanagawa, Japan      |                                                                         |
| 12/8/1993  | Sieg          | 5-1     | Andre Van Den Oetelaar | Pancrase-Yes, We are Hybrid Wrestlers 4                    | Submission (Heel Hook)             | Round 1, 1:04  | Hakata, Fukuoka, Japan         |                                                                         |
| 11/12/1993 | Niederlage    | 4-1     | Royce Gracie           | UFC 1 - The Beginning                                      | Submission (gi choke)              | Round 1, 0:57  | Denver, Colorado, USA          |                                                                         |
| 11/12/1993 | Sieg          | 4-0     | Patrick Smith          | UFC 1 - The Beginning                                      | Submission (Heel Hook)             | Round 1, 1:49  | Denver, Colorado, USA          |                                                                         |
| 11/8/1993  | Sieg          | 3-0     | Takaku Fuke            | Pancrase-Yes, We are Hybrid Wrestlers 3                    | Submission (Rear Naked Choke)      | Round 1, 0:44  | Kobe, Hyogo, Japan             |                                                                         |
| 10/14/1993 | Sieg          | 2-0     | Yoshiki Takahashi      | Pancrase-Yes, We are Hybrid Wrestlers 2                    | Submission (Heel Hook)             | Round 1, 12:23 | Nagoya, Aichi, Japan           |                                                                         |
| 9/21/1993  | Sieg          | 1-0     | Masakatsu Funaki       | Pancrase-Yes, We are Hybrid Wrestlers 1                    | Submission (Choke)                 | Round 1, 6:15  | Urayasu, Chiba, Japan          |                                                                         |